# Kubische kromme van Neuberg
De kubische kromme van Neuberg is de gepivoteerde isogonale kubische kromme met het snijpunt van de rechte van Euler en de oneindig verre rechte als pivot.
De vergelijking in barycentrische coördinaten is
{\displaystyle {\begin{array}{lll}{\mathcal {N}}:&((b^{2}-c^{2})^{2}+a^{2}(b^{2}+c^{2})-2a^{4})x(c^{2}y^{2}-b^{2}z^{2})&+\\&((c^{2}-a^{2})^{2}+b^{2}(a^{2}+c^{2})-2b^{4})y(a^{2}z^{2}-c^{2}x^{2})&+\\&((a^{2}-b^{2})^{2}+c^{2}(a^{2}+b^{2})-2c^{4})z(b^{2}x^{2}-a^{2}y^{2})&=0\end{array}}}

## Punten

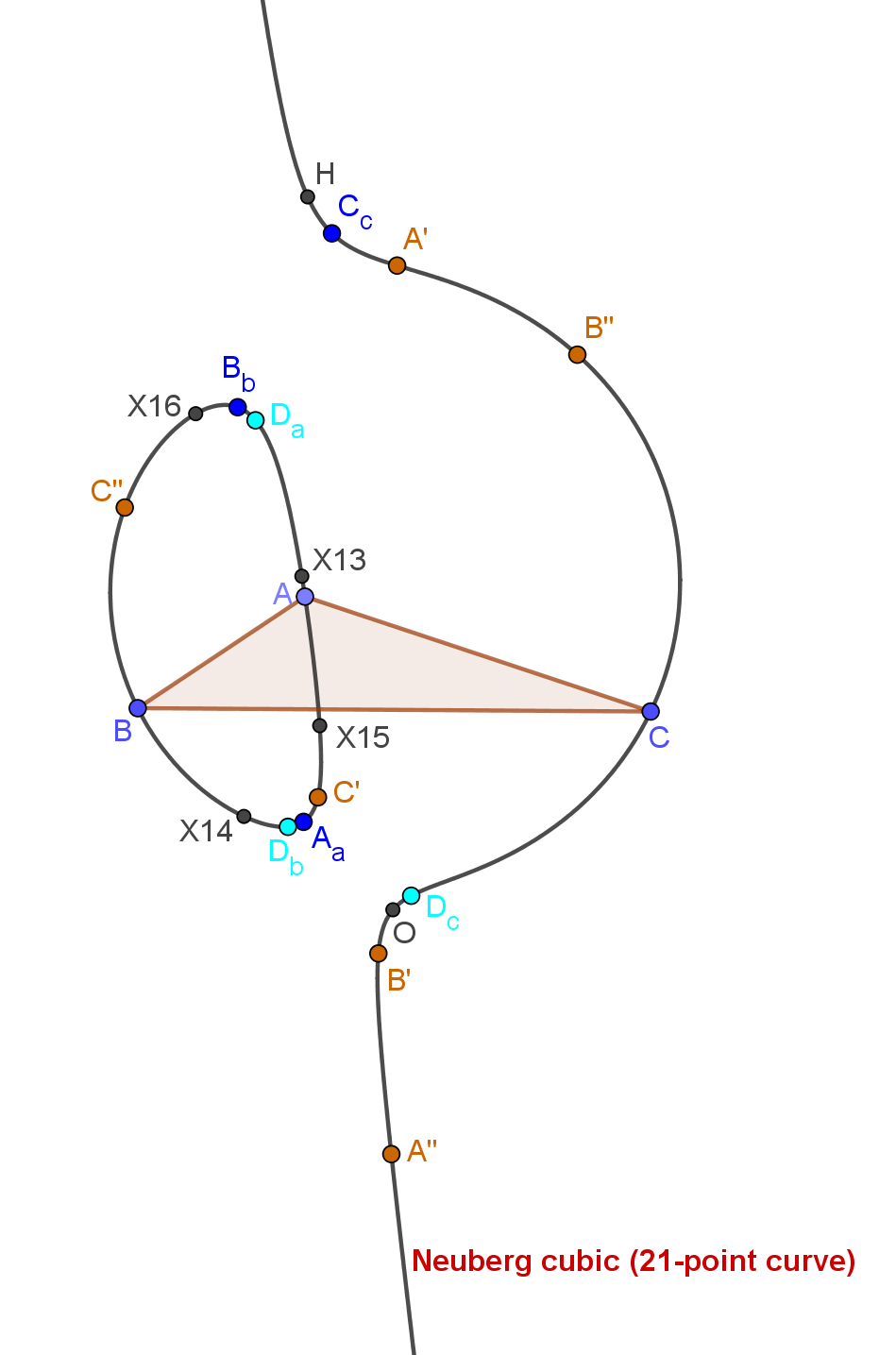

De volgende punten liggen op de kubische kromme van Neuberg {\displaystyle {\mathcal {N}}} van een driehoek:
- de hoekpunten
- {\displaystyle X(30)}
- het hoogtepunt
- het middelpunt van de omgeschreven cirkel
- de hoekpunten van de spiegeldriehoek
- de hoekpunten van gelijkzijdige driehoeken vastgeplakt aan de zijden van {\displaystyle ABC}
- het punt van Fermat en het tweede isogone centrum
- de anticomplementen van het punt van Fermat en het tweede isogone centrum
- de isodynamische punten
- de middelpunten van de ingeschreven en aangeschreven cirkels
- de isotrope punten, {\displaystyle {\mathcal {N}}} is dus circulair

## Meetkundige plaatsen
Er zijn verschillende beschrijvingen van de kubische kromme van Neuberg {\displaystyle {\mathcal {N}}} als meetkundige plaats van een vlakke kromme.
- De punten {\displaystyle P} zodat de lijn door {\displaystyle P} en daarvan de isogonale verwant evenwijdig is met de rechte van Euler is {\displaystyle {\mathcal {N}}},
- De punten {\displaystyle P} zodat de rechten van Euler van {\displaystyle PBC,APC,ABP} en {\displaystyle ABC} door één punt gaan is de vereniging van {\displaystyle {\mathcal {N}}} en de omgeschreven cirkel,
- De punten {\displaystyle P} zodat de assen van Brocard van {\displaystyle PBC,APC,ABP} en {\displaystyle ABC} door één punt gaan is de vereniging van {\displaystyle {\mathcal {N}}} en de omgeschreven cirkel,
- De punten {\displaystyle P} zodat de driehoek van middelpunten van omgeschreven cirkels van {\displaystyle PBC,APC} en {\displaystyle ABP} perspectief is met {\displaystyle ABC} is de vereniging van {\displaystyle {\mathcal {N}}} en de omgeschreven cirkel.

Er zijn nog meer voorbeelden.